# Tratado Bryan-Chamorro
El Tratado Bryan-Chamorro fue un acuerdo internacional, suscrito el 5 de agosto de 1914 en Washington D. C., Estados Unidos de América, durante el gobierno del presidente norteamericano Thomas Woodrow Wilson, y el primer mandato del presidente de Nicaragua Adolfo Díaz Recinos.
El tratado fue nombrado tras la rúbrica los principales negociadores, el secretario de Estado de los Estados Unidos, William Jennings Bryan y el enviado
extraordinario y ministro plenipotenciario de Nicaragua, general Emiliano Chamorro. Fue abrogado el 14 de julio de 1970, en Managua, la capital de Nicaragua, por el embajador de Estados Unidos Turner B. Shelton, el canciller Lorenzo Guerrero Gutiérrez y el presidente de Nicaragua general Anastasio Somoza Debayle durante un acto público celebrado en el vestíbulo del Palacio Nacional, actual Palacio de la Cultura. 

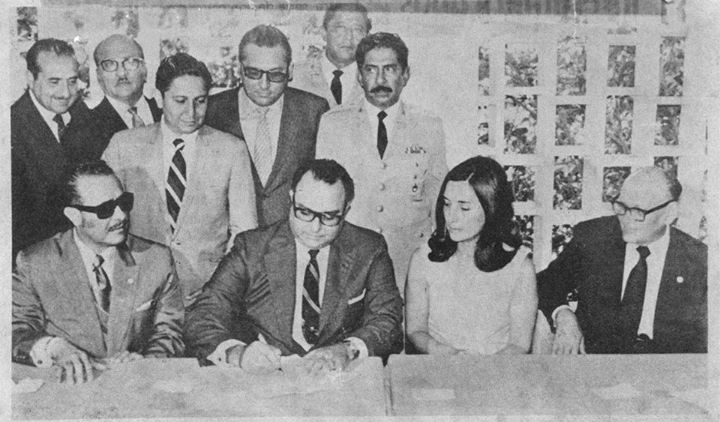
Momento en que el presidente Anastasio Somoza Debayle aprueba con su firma la abrogación del Tratado Bryan-Chamorro. A su lado su esposa la primera dama Hope Portocarrero de Somoza, el Canciller Lorenzo Guerrero, el presidente del Congreso Nacional Orlando Montenegro y otros miembros del gobierno.

## Historia
Entre los años 1910 y 1926, los gobiernos de Estados Unidos y Nicaragua mantuvieron estrechas relaciones debido al accionar del Partido Conservador de Nicaragua, liderado por el entonces presidente Adolfo Díaz Recinos, Emiliano Chamorro Vargas (presidente entre 1917-1921 y nuevamente en 1926) y Diego Manuel Chamorro Bolaños (tío del anterior, presidente entre 1921-1923).
A cambio de concesiones políticas y territoriales del gobierno nicaragüense, Estados Unidos proporcionó una fuerza militar suficiente como para garantizar la estabilidad interna del país centroamericano. De esta manera el país norteamericano creó de facto un protectorado en Nicaragua.
Las fuerzas armadas de los Estados Unidos se retiraron de Nicaragua en 1933 y el tratado se mantuvo vigente hasta el 14 de julio de 1970, cuando fue cancelado oficialmente y el proyecto nunca fue ejecutado.

## Cláusulas del Tratado
En virtud del tratado, en su Artículo I el gobierno nicaragüense concedía «(...) a perpetuidad al Gobierno de los Estados Unidos, libre en todo tiempo de toda tasa o cualquier otro impuesto público, los derechos exclusivos y propietarios, necesarios y convenientes para la construcción, operación y mantenimiento de un canal interoceánico por la vía del Río San Juan y el Gran Lago de Nicaragua o por cualquier ruta sobre el territorio de Nicaragua (...) cuando el Gobierno de los Estados Unidos notifique al Gobierno de Nicaragua su deseo o intención de construirlo.»
En el Artículo II, «para facilitar la protección del Canal de Panamá» daba en arriendo por 99 años «las islas en el mar Caribe conocidas con el nombre de Great Corn Island y Little Corn Island» y concedía, también por 99 años, «el derecho de establecer, operar y mantener una base naval en cualquier lugar del territorio de Nicaragua bañado por el Golfo de Fonseca, que el Gobierno de los Estados Unidos elija».
Por estas concesiones, en el Artículo III, el Senado y Cámara de Diputados de la República de Nicaragua decretó que 

"(...) con el objeto de reducir la deuda actual de Nicaragua, el Gobierno de los Estados Unidos en la fecha del canje de ratificación de esta Convención, pagará a favor de la República de Nicaragua la suma de tres millones de pesos (3,000,000.00) oro acuñado de los Estados Unidos del actual peso y pureza, que se depositará a la orden del Gobierno de Nicaragua en el Banco o Bancos o Corporaciones bancarias que designe el Gobierno de los Estados Unidos para ser aplicados por Nicaragua en el pago de su deuda (...)"

## Reclamos
En 1916, los gobiernos de El Salvador y Costa Rica recurrieron a la Corte de Justicia Centroamericana, para protestar por las cláusulas del tratado que consideraban que vulneraban sus derechos. Costa Rica no había sido consultada por Nicaragua para suscribir el convenio, a pesar de que así lo disponían el tratado Cañas-Jerez de 1858, ratificado por el laudo Cleveland de 1888; El Salvador reclamaba el condominio de las aguas del Golfo de Fonseca, del que es ribereño.

### Fallos
La Corte de Justicia Centroamericana falló en 1916 a favor de Costa Rica y en 1917 a favor de El Salvador, pero Nicaragua anunció que no aceptaría esas sentencias y retiró su magistrado del tribunal. Los Estados Unidos y Nicaragua hicieron caso omiso de la decisión, lo que contribuyó significativamente al colapso de la corte en 1918.